# Zacatelco (municipi)
Zacatelco és un municipi de l'estat de Tlaxcala. Zacatelco és la capital municipal i principal centre de població d'aquesta municipalitat. Aquest municipi és a la part sud de l'estat de Tlaxcala. Limita al nord amb els municipis d'Apan, al sud amb Sactorúm, a l'oest amb estat de Mèxic i a l'est amb Sactorúm.